# Turan İK
Turan İK é uma equipe azeri de futebol com sede em Tovuz. Disputa a primeira divisão de Azerbaijão (Liga Yuksak).
Seus jogos são mandados no Tovuz City Stadium, que possui capacidade para 10.000 espectadores.

## História
O Turan İK foi fundado em 23 de Fevereiro de 1992.